# Maire de Watford
Le maire de Watford est à la tête du Conseil d'arrondissement de Watford, dans le comté d'Hertfordshire en Angleterre. C'est un maire élu directement. L'actuel maire est Peter Taylor (Libéraux-démocrates).

## Liste des maires
| Nom               | Parti | Parti               | Mandat      |
| ----------------- | ----- | ------------------- | ----------- |
| Dorothy Thornhill |       | Libéraux-démocrates | 2002-2018   |
| Peter Taylor      |       | Libéraux-démocrates | depuis 2018 |

## Référendum
| Résultats du référendum du 12 juin 2001 | Résultats du référendum du 12 juin 2001 | Résultats du référendum du 12 juin 2001 |
| Choix                                   | Voix                                    | %                                       |
| --------------------------------------- | --------------------------------------- | --------------------------------------- |
| Maire élu                               | 7 636                                   | 51,7                                    |
| Système de cabinet                      | 7 140                                   | 48,3                                    |
|                                         |                                         |                                         |
| Total de votes                          | 14 776                                  | 100,00                                  |
| Participation                           | 60 630                                  | 24,5                                    |

## Historique des élections

### 2002
| Résultats des municipales du 2 mai 2002 | Résultats des municipales du 2 mai 2002 | Résultats des municipales du 2 mai 2002 | Résultats des municipales du 2 mai 2002 | Résultats des municipales du 2 mai 2002 | Résultats des municipales du 2 mai 2002 | Résultats des municipales du 2 mai 2002 | Résultats des municipales du 2 mai 2002 |
| Partis                                  | Partis                                  | Candidats                               | 1er tour                                | 1er tour                                | 2d tour                                 | 2d tour                                 | 2d tour                                 |
| Partis                                  | Partis                                  | Candidats                               | Voix                                    | %                                       | Transfert                               | Total                                   | %                                       |
| --------------------------------------- | --------------------------------------- | --------------------------------------- | --------------------------------------- | --------------------------------------- | --------------------------------------- | --------------------------------------- | --------------------------------------- |
|                                         | Libéraux-démocrates                     | Dorothy Thornhill                       | 10 954                                  | 49,4                                    | 2 519                                   | 13 473                                  | 71,9                                    |
|                                         | Travailliste                            | Vince Muspratt                          | 4 899                                   | 22,1                                    | 370                                     | 5 269                                   | 28,1                                    |
|                                         | Conservateur                            | Gary Ling                               | 4 746                                   | 21,4                                    |                                         |                                         |                                         |
|                                         | Vert                                    | Stephen Rackett                         | 851                                     | 3,8                                     |                                         |                                         |                                         |
|                                         | Alliance socialiste                     | Paul Woodward                           | 390                                     | 1,8                                     |                                         |                                         |                                         |
|                                         | Gros chat                               | Tristram Cooke                          | 330                                     | 1,5                                     |                                         |                                         |                                         |

### 2006
| Résultats des municipales du 4 mai 2006 | Résultats des municipales du 4 mai 2006 | Résultats des municipales du 4 mai 2006 | Résultats des municipales du 4 mai 2006 | Résultats des municipales du 4 mai 2006 | Résultats des municipales du 4 mai 2006 | Résultats des municipales du 4 mai 2006 | Résultats des municipales du 4 mai 2006 |
| Partis                                  | Partis                                  | Candidats                               | 1er tour                                | 1er tour                                | 2d tour                                 | 2d tour                                 | 2d tour                                 |
| Partis                                  | Partis                                  | Candidats                               | Voix                                    | %                                       | Transfert                               | Total                                   | %                                       |
| --------------------------------------- | --------------------------------------- | --------------------------------------- | --------------------------------------- | --------------------------------------- | --------------------------------------- | --------------------------------------- | --------------------------------------- |
|                                         | Libéraux-démocrates                     | Dorothy Thornhill                       | 11 963                                  | 51,2                                    |                                         |                                         |                                         |
|                                         | Conservateur                            | Stephen O'Brien                         | 4 838                                   | 20,7                                    |                                         |                                         |                                         |
|                                         | Travailliste                            | Ruth Ellis                              | 4 062                                   | 17,4                                    |                                         |                                         |                                         |
|                                         | Vert                                    | Stephen Rackett                         | 2 522                                   | 10,8                                    |                                         |                                         |                                         |

### 2010
| Résultats des municipales du 6 mai 2010 | Résultats des municipales du 6 mai 2010 | Résultats des municipales du 6 mai 2010 | Résultats des municipales du 6 mai 2010 | Résultats des municipales du 6 mai 2010 | Résultats des municipales du 6 mai 2010 | Résultats des municipales du 6 mai 2010 | Résultats des municipales du 6 mai 2010 |
| Partis                                  | Partis                                  | Candidats                               | 1er tour                                | 1er tour                                | 2d tour                                 | 2d tour                                 | 2d tour                                 |
| Partis                                  | Partis                                  | Candidats                               | Voix                                    | %                                       | Transfert                               | Total                                   | %                                       |
| --------------------------------------- | --------------------------------------- | --------------------------------------- | --------------------------------------- | --------------------------------------- | --------------------------------------- | --------------------------------------- | --------------------------------------- |
|                                         | Libéraux-démocrates                     | Dorothy Thornhill                       | 19 153                                  | 45,9                                    | 4 276                                   | 23 429                                  | 67,1                                    |
|                                         | Conservateur                            | Stephen Johnson                         | 10 403                                  | 24,9                                    | 1 105                                   | 11 508                                  | 32,9                                    |
|                                         | Travailliste                            | Nigel Bell                              | 10 029                                  | 24,0                                    |                                         |                                         |                                         |
|                                         | Vert                                    | Alex MacGregor-Mason                    | 2 173                                   | 5,2                                     |                                         |                                         |                                         |

### 2014
| Résultats des municipales du 22 mai 2014 | Résultats des municipales du 22 mai 2014 | Résultats des municipales du 22 mai 2014 | Résultats des municipales du 22 mai 2014 | Résultats des municipales du 22 mai 2014 | Résultats des municipales du 22 mai 2014 | Résultats des municipales du 22 mai 2014 | Résultats des municipales du 22 mai 2014 |
| Partis                                   | Partis                                   | Candidats                                | 1er tour                                 | 1er tour                                 | 2d tour                                  | 2d tour                                  | 2d tour                                  |
| Partis                                   | Partis                                   | Candidats                                | Voix                                     | %                                        | Transfert                                | Total                                    | %                                        |
| ---------------------------------------- | ---------------------------------------- | ---------------------------------------- | ---------------------------------------- | ---------------------------------------- | ---------------------------------------- | ---------------------------------------- | ---------------------------------------- |
|                                          | Libéraux-démocrates                      | Dorothy Thornhill                        | 11 741                                   | 45,90                                    | 2 452                                    | 14 193                                   | 65,4                                     |
|                                          | Travailliste                             | Jagtar Dhindsa                           | 6 577                                    | 25,71                                    | 927                                      | 7 504                                    | 34,6                                     |
|                                          | UKIP                                     | Philip Cox                               | 3 789                                    | 14,81                                    |                                          |                                          |                                          |
|                                          | Conservateur                             | Linda Topping                            | 3 470                                    | 13,57                                    |                                          |                                          |                                          |

### 2018
| Résultats des municipales du 3 mai 2018 | Résultats des municipales du 3 mai 2018 | Résultats des municipales du 3 mai 2018 | Résultats des municipales du 3 mai 2018 | Résultats des municipales du 3 mai 2018 | Résultats des municipales du 3 mai 2018 | Résultats des municipales du 3 mai 2018 | Résultats des municipales du 3 mai 2018 |
| Partis                                  | Partis                                  | Candidats                               | 1er tour                                | 1er tour                                | 2d tour                                 | 2d tour                                 | 2d tour                                 |
| Partis                                  | Partis                                  | Candidats                               | Voix                                    | %                                       | Transfert                               | Total                                   | %                                       |
| --------------------------------------- | --------------------------------------- | --------------------------------------- | --------------------------------------- | --------------------------------------- | --------------------------------------- | --------------------------------------- | --------------------------------------- |
|                                         | Libéraux-démocrates                     | Peter Taylor                            | 13 274                                  | 48,7                                    | 2 657                                   | 15 931                                  | 61,6                                    |
|                                         | Travailliste                            | Jagtar Dhindsa                          | 9 223                                   | 33,8                                    | 728                                     | 9 951                                   | 38,4                                    |
|                                         | Conservateur                            | George Jabbour                          | 4 787                                   | 17,5                                    |                                         |                                         |                                         |